# دیربورن‌هایتس (میشیگان)
دیربورن‌هایتس، میشیگان (به انگلیسی: Dearborn Heights, Michigan) یک شهر در ایالات متحده آمریکا با جمعیت ۵۷٬۷۷۴ نفر است که در میشیگان واقع شده‌است.